# 柑果

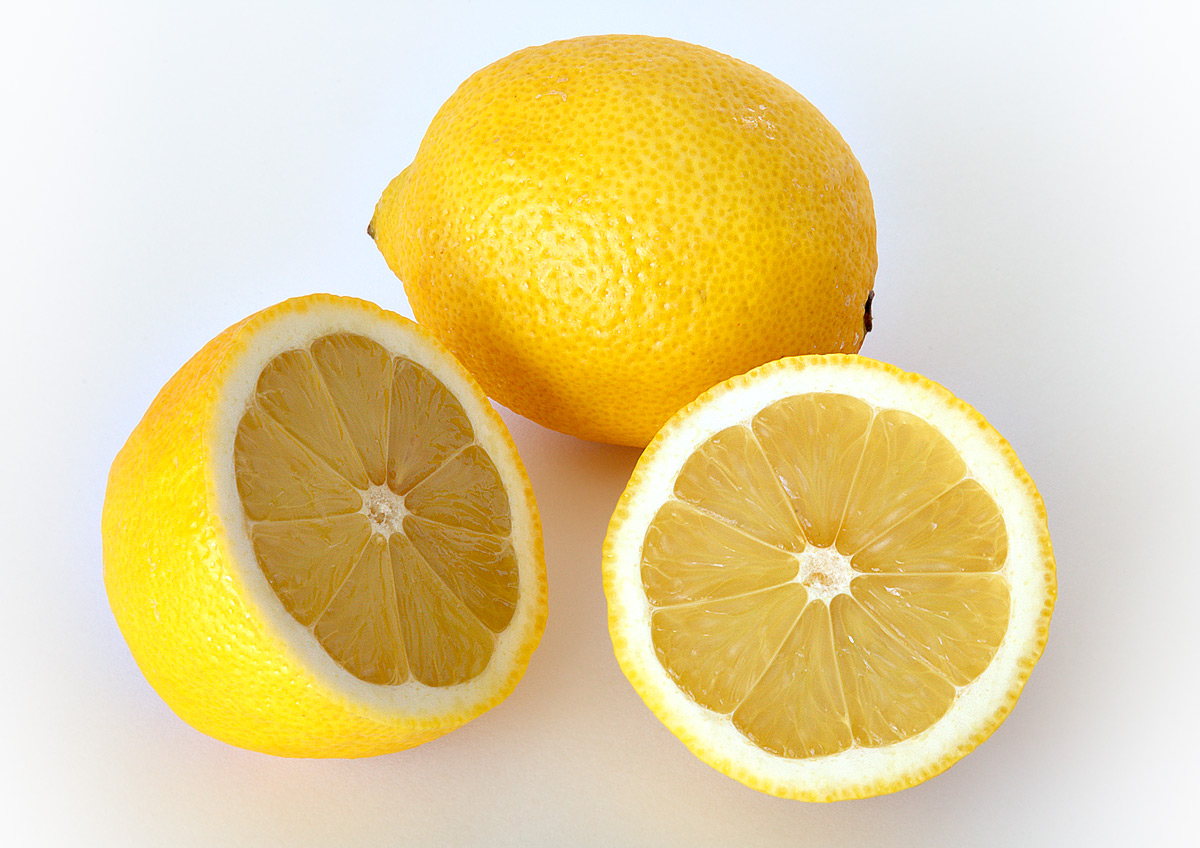
柑果：柠檬的果实

柑果（Hesperidium）是果实的一种类型，属于单果，是芸香科柑桔属植物特有的果实类型。柑果由多心皮合生雌蕊发育而成，外果皮致密而厚，果皮中有油室分布，内含挥發油成分；中果皮疏松，呈海绵状；内果皮膜质，分为若干格室，内果皮内壁密布平膨大多汁的囊状毛，包围其中的种子。
许多柑果是人类的食物或者调味料，如橙、柑橘、柠檬、柚子等。